# Sunil
Sunil, właśc. Sunil Varma Indukuri (ur. 28 lutego 1973 lub 1974 w Bhimavaram) – indyjski aktor.
Urodził się w Bhimavaram w Andhra Pradesh. Stracił ojca w wieku pięciu lat, jego wychowaniem zajmowała się matka. Pracę w przemyśle filmowym w języku telugu rozpoczął w 1995. Najczęściej gra role komediowe, w 2006 w Andala Ramudu po raz pierwszy zagrał głównego bohatera. Wystąpił w przeszło 130 filmach, także w języku tamilskim. Trzykrotnie wyróżniony Nandi Awards – za najlepszą komediową rolę męską (2001, 2005) oraz nagrodą specjalną jury (2010). Nagrodzony także Filmare Award dla najlepszego aktora komediowego (telugu) w 2004.